# توماس كالينبيرغ

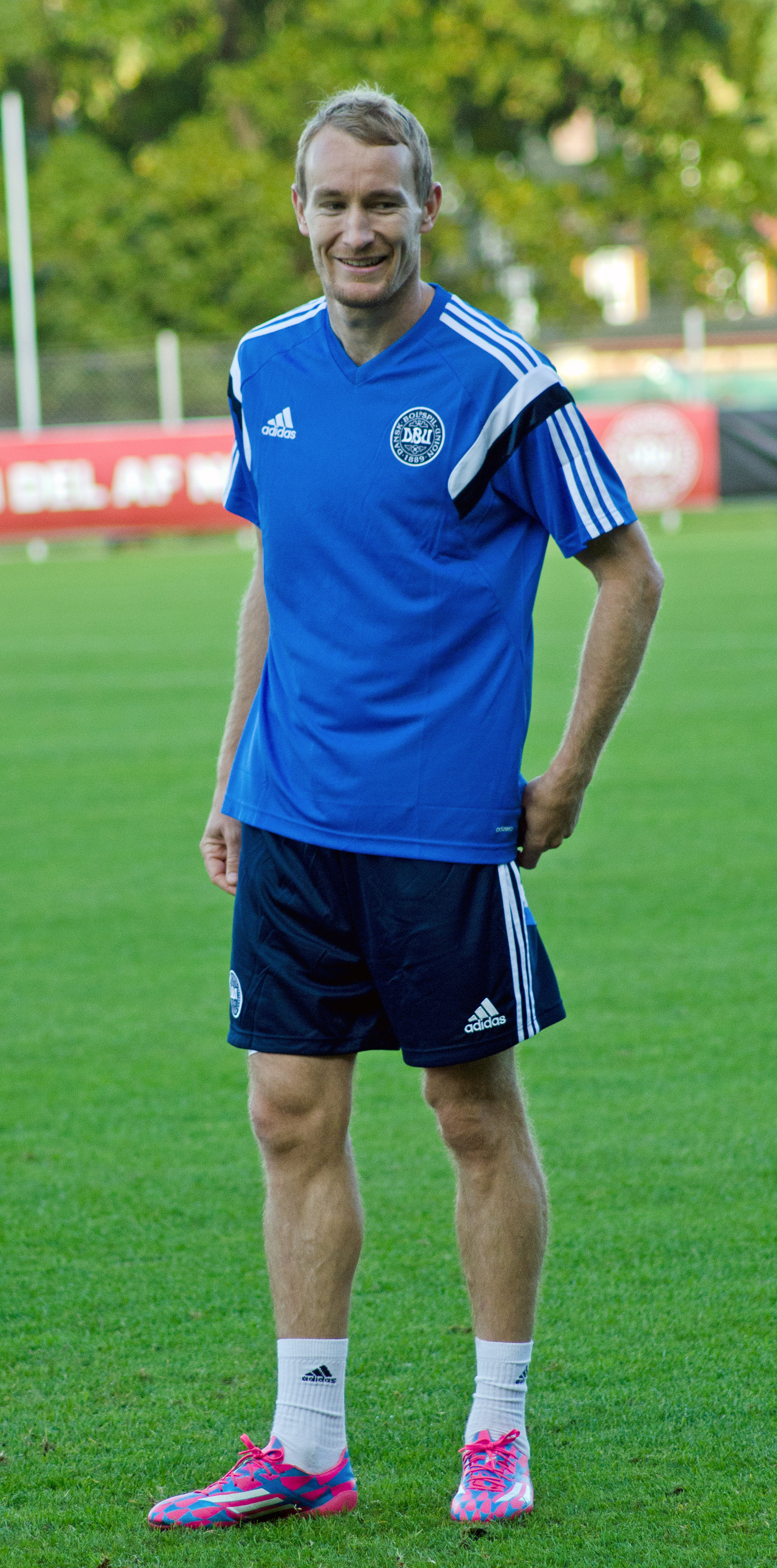

توماس كالينبيرغ (بالدنماركية: Thomas Kahlenberg)‏ (مواليد 20 مارس 1983 في هافيدوفر - الدنمارك) لاعب كرة قدم دنماركي يلعب حاليا لصالح نادي الدرجة الأولى فولفسبورغ الألماني منذ 2009 في مركز الوسط المهاجم .

## مسيرته الكروية
لعب توماس كالينبيرغ خلال مسيرته الاحترافية مع 4 أندية في ستة عشر موسمًا وسجل خلالها 55 هدفًا ضمن 342 مباراة. حيث فاز في موسمين بالكأس وفي موسمين بالدوري.
خاض توماس كالينبيرغ مسيرته مع نادي بروندبي في موسم 2001–02 في المرة الأولى ليلعب معه أربعة مواسم ثم في موسم 2013–14 ليلعب معه أربعة مواسم، مشاركًا طوالها في 156 مباراة سجل خلالها 33 هدفًا. ثم انتقل إلى نادي أوكسير في موسم 2005–06 ليلعب معه أربعة مواسم، حيث شارك في 130 مباراة سجل خلالها 19 هدفًا. لينتقل بعدها إلى نادي فولفسبورغ في موسم 2009–10 في المرة الأولى ولمدة موسمين ثم في موسم 2012–13 لمدة موسم واحد، مشاركًا طوالها في 39 مباراة سجل خلالها هدفًا واحدًا. ثم انتقل إلى نادي إيفيان في موسم 2011–12 لمدة موسم واحد، مشاركًا في 17 مباراة سجل خلالها هدفين.

## روابط خارجية
- توماس كالينبيرغ على موقع الاتحاد الدولي (مؤرشف)  (الإنجليزية)
- توماس كالينبيرغ على موقع الاتحاد الأوربي (الإنجليزية)
- توماس كالينبيرغ على موقع رابطة كرة القدم الفرنسية للمحترفين (الإنجليزية)
- توماس كالينبيرغ على موقع قاعدة بيانات كرة القدم.إي يو (الإنجليزية)
- توماس كالينبيرغ على موقع بيانات كرة القدم. دي إي (الألمانية)
- توماس كالينبيرغ على موقع ناشيونال فوتبول تيمز (الإنجليزية)
- توماس كالينبيرغ على موقع Soccerway.com (الإنجليزية)
- توماس كالينبيرغ على موقع عالم كرة القدم.نت (الإنجليزية)
- توماس كالينبيرغ على موقع كووورة
- توماس كالينبيرغ على موقع AS.com (الإسبانية)